# فریگیت کلاس اسکاماندر
فریگیت کلاس اسکاماندر (به انگلیسی: Scamander-class frigate) یک کلاس از کشتی است که طول آن ۱۴۳ فوت (۴۴ متر) می‌باشد. این کشتی‌ها در اواخر قرن هجدهم و اوایل قرن نوزدهم میلادی در نیروی دریایی سلطنتی بریتانیا خدمت می‌کردند. طراحی این کشتی‌ها توسط سرهنگ هنری پیکوک انجام شد و اولین کشتی این کلاس در سال ۱۷۹۴ راه‌اندازی شد.
کشتی‌های فریگیت کلاس اسکاماندر معمولاً دارای دو عرشه و سه دکل بودند. آنها به طور معمول با ۳۲ تا ۴۴ اسلحه مجهز می‌شدند و خدمه‌ای بین ۲۱۰ تا ۲۷۰ نفر داشتند. این کشتی‌ها برای مأموریت‌های مختلف از جمله اسکورت کاروان‌های تجاری، گشت‌زنی در دریاهای دوردست و شرکت در نبردها استفاده می‌شدند.
یکی از معروف‌ترین کشتی‌های این کلاس، اچ‌ام‌اس اندمیون بود که در سال ۱۷۹۶ راه‌اندازی شد. این کشتی در چندین نبرد مهم از جمله نبرد ترافالگار در سال ۱۸۰۵ شرکت کرد. خدمه اچ‌ام‌اس اندمیون در طول خدمت خود شجاعت و مهارت زیادی از خود نشان دادند.
کلاس اسکاماندر نقش مهمی در برقراری حاکمیت دریایی بریتانیا در طول جنگ‌های انقلابی فرانسه و جنگ‌های ناپلئونی ایفا کرد. آنها انعطاف‌پذیری و کارایی خود را در انواع مأموریت‌ها نشان دادند. با این حال، با پیشرفت فناوری کشتی‌سازی در اوایل قرن نوزدهم، طراحی فریگیت کلاس اسکاماندر به تدریج منسوخ شد و جای خود را به کلاس‌های جدیدتر و پیشرفته‌تر داد.
امروز، میراث فریگیت کلاس اسکاماندر در تاریخ دریانوردی بریتانیا زنده مانده است. طرح‌های آنها الهام‌بخش طراحان کشتی در سراسر جهان بوده است و خدمه آنها به خاطر شجاعت و تعهدشان به یاد آورده می‌شوند. این کشتی‌ها نقش مهمی در شکل‌دهی تاریخ دریایی بریتانیا و برقراری نظم و امنیت در دریاهای جهان ایفا کردند. 